# 希爾氏魨
希爾氏魨又名希氏單孔魨為輻鰭魚綱魨形目四齒魨亞目四齒魨科的其中一種，為熱帶淡水魚，分布於印尼婆羅洲Mahakam淡水流域，棲息在底層水域，生活習性不明。

## 扩展阅读
維基物種上的相關：希氏單孔魨